# IK Sleipner

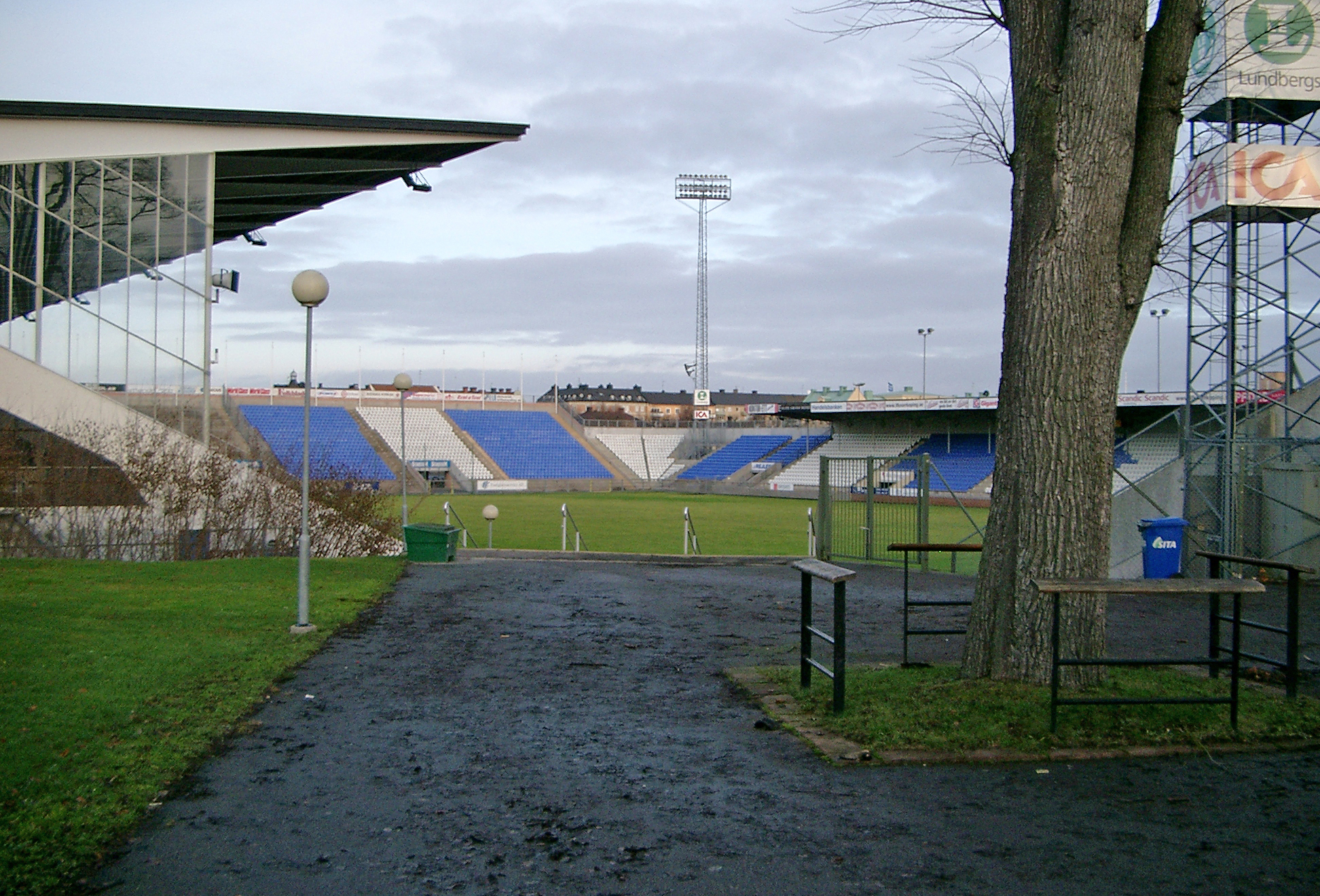
Norrköpings Idrottspark.

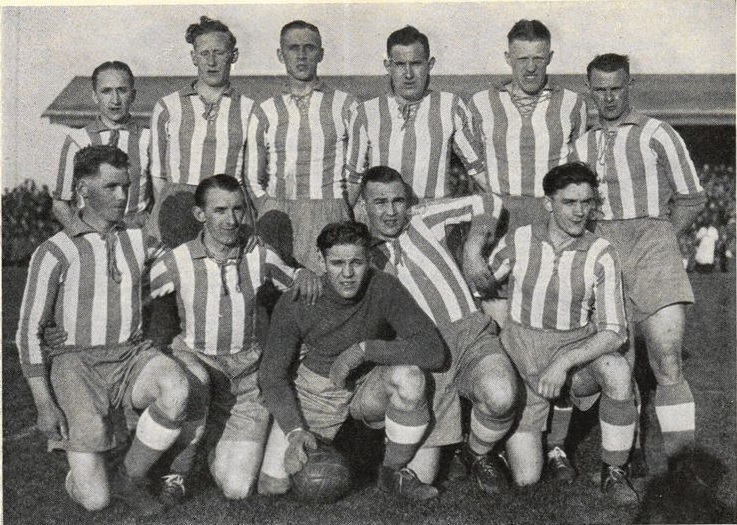
El IK Sleipner campeón de Suecia en 1938, de pie desde la izquierda: Hilding Sköld, Arne Linderholm, Tore Keller (capitán), Harry Andersson, Gustaf Wetterström y Kurt Hjelm; de rodillas: Sven Unger, Roland Hjelm, Allan Johansson, Karl Johansson y Bernt Öhrström.

El IK Sleipner es un equipo de fútbol de Suecia que juega en la Division 2 Södra Svealand, una de las ligas que conforman la tercera división de fútbol en el país.

## Historia
Fue fundado en el año 1903 en la ciudad de Norrköping como un club multideportivo en donde sus principales deportes son el fútbol y el boliche. El nombre del club se debe a Sleipner, el caballo que utilizaba en dios Odín en la mitología vikinga.
El club ha jugado en la Allsvenskan en más de 15 temporadas, en donde incluso ha sido campeón en una ocasión en la temporada de 1937/38, aunque la mayor parte de su historia la han pasado en las divisiones inferiores de Suecia.

## Palmarés
- Allsvenskan (1): 1937–38
- Division 2 Södra Svealand (1): 2015
- Division 2 Östra Götaland (1): 2008
- Division 3 Nordöstra Götaland (1): 1998

## Clubes Afiliados
- Östergötlands Fotbollförbund.[2]